# 普拉特德科姆特
普拉特德科姆特，是西班牙加泰罗尼亚塔拉戈纳省的一个市镇。总面积26平方公里，总人口188人（2001年），人口密度7人/平方公里。